# کول آلدریچ
کول آلدریچ (انگلیسی: Cole Aldrich؛ زادهٔ ۳۱ اکتبر ۱۹۸۸) بازیکن بسکتبال اهل ایالات متحده آمریکا است.
از باشگاه‌هایی که در آن بازی کرده‌است می‌توان به ساکرامنتو کینگز، اکلاهما سیتی تاندر، لس آنجلس کلیپرز، هیوستون راکتس، و نیویورک نیکس اشاره کرد.